# Ludwig Küng
Ludwig Küng (ur. 17 września 1965) – szwajcarski zapaśnik walczący w stylu wolnym. Dwukrotny olimpijczyk. Odpadł w eliminacjach w Seulu 1988 i zajął jedenaste miejsce w Barcelonie 1992. Walczył w kategoriach 62-68 kg. Trzy razy brał udział w mistrzostwach świata a jego najlepszy wynik to ósme miejsce w 1987. Zajął piąte miejsce w mistrzostwach Europy w 1982 i szóste w 1986 roku.
- Turniej w Seulu 1988

Pokonał Kolumbijczyka Javiera Rincóna i Maltańczyka Paula Farrugię. Przegrał z zawodnikiem RFN Jörge Helmdachem i NRD Karstenem Polky. 
- Turniej w Barcelonie 1992

Przegrał w pierwszej walce z Rosjaniem reprezentującym WNP Arsenem Fadzajewem i odpadł z turnieju.